# Donna-Donny Truyens
Donna-Donny Truyens (Leuven, 31 maart 1989) is een voormalig Belgisch turner.

## Levensloop
Truyens is afkomstig uit Kessel-Lo. Zijn favoriete toestel was het paard met bogen. In 2007 maakte hij zijn debuut bij de senioren. In 2016 zette hij een punt achter zijn carrière om zich toe te spitsen op een job in de  verpleegkunde.
Truyens werd gecoacht door Dirk Van Meldert in het Topsportcentrum in Gent.
Tijdens de Wereldkampioenschappen turnen 2010 in Rotterdam werd Truyens de eerste Belg die zich wist te kwalificeren voor een finale toen hij vijfde werd in de discipline paard met bogen.

## Belangrijkste resultaten

### 2007
| toernooi               | toestel         | resultaat  |
| ---------------------- | --------------- | ---------- |
| World Cup Stuttgart    | paard met bogen | 7de plaats |
| World Cup Ostrava      | paard met bogen | Zilver     |
| World Cup Gent         | paard met bogen | 5de plaats |
| Europees kampioenschap | paard met bogen | 5de plaats |
| World Cup Maribor      | paard met bogen | 6de plaats |

### 2008
| toernooi              | toestel         | resultaat   |
| --------------------- | --------------- | ----------- |
| World Cup Madrid      | paard met bogen | 8ste plaats |
| World Cup Glasgow     | paard met bogen | 4de plaats  |
| World Cup Szombathely | paard met bogen | Goud        |
| World Cup Barcelona   | paard met bogen | Brons       |
| World Cup Moskou      | paard met bogen | 10de plaats |
| EK 2008               | paard met bogen | 6de plaats  |
| World Cup Cottbus     | paard met bogen | 5de plaats  |
| World Cup Doha        | paard met bogen | 11de plaats |

### 2009
| toernooi             | toestel         | resultaat  |
| -------------------- | --------------- | ---------- |
| World Cup Glasgow    | paard met bogen | 5de plaats |
| World Cup Maribor    | paard met bogen | Goud       |
| EK Milaan            | paard met bogen | 6de plaats |
| World Cup Cottbus    | paard met bogen | Goud       |
| World Cup Montreal   | paard met bogen | Brons      |
| Universiade Belgrado | paard met bogen | Zilver     |

### 2010
| toernooi     | toestel         | resultaat  |
| ------------ | --------------- | ---------- |
| WK Rotterdam | paard met bogen | 7de plaats |

### 2011
| toernooi              | toestel         | resultaat |
| --------------------- | --------------- | --------- |
| Zomeruniversiade 2011 | paard met bogen | Zilver    |

### 2013
| toernooi     | toestel         | resultaat     |
| ------------ | --------------- | ------------- |
| EK 2013      | paard met bogen | 6de plaats    |
| WK Antwerpen | paard met bogen | kwalificaties |

### 2014
| toernooi | toestel         | resultaat  |
| -------- | --------------- | ---------- |
| EK 2014  | paard met bogen | 9de plaats |